# عروس آلبومی (فیلم)
عروس آلبومی (به انگلیسی: Picture Bride) یک فیلم مستقل ژاپنی زبان آمریکایی محصول سال ۱۹۹۵ به کارگردانی کیو هاتا است. این فیلم به تهیه‌کنندگی دایان می لین مارک و لیزا اونودرا بر پایه فیلمنامه‌ای از کیو هاتا و مری هاتا ساخته شده‌است.
این فیلم به به پدیده‌ای به همین نام می‌پردازد که در اوایل قرن بیستم در بین کارگران مهاجر ژاپنی و کره‌ای مقیم آمریکا رواج داشت. بین سال‌های ۱۹۰۷ تا ۱۹۲۰، به واسطه توافق‌نامه‌ای میان دولت‌های ژاپن و ایالات متحده، ورود مهاجران ژاپنی به همراه خانواده به ایالات متحده آمریکا، هاوایی و کانادا ممنوع بود. به همین دلیل مهاجران ژاپنی از طریق تبادل عکس با کشور مبدأ، با دخترانی که توسط دلالان و آشنایان توصیه می‌شدند، ازدواج غیابی می‌کردند.

## بازیگران
- یوکی کودو - یوکی کودو
- کری هیرویوکی تاگاوا - کانزاکی
- تاملین تومیتا - کانا
- آکیرا تاکایاما - ماتسوجی
- یوکو سوگی - خاله سوده
- کریستین میس - خانم پیپر
- توشیرو میفونه - بنشی
- جیسون اسکات لی[۲][۳]